# Багиров, Аббас Мамедович
Аббас Мамед оглы Багиров (1913 —1980) — начальник железнодорожного управления Азербайджанской ССР, депутат Верховного Совета СССР 7-9 созывов.

## Биография
Аббас Мамед оглы Багиров родился в 1913-м году в селе Алдара (ныне село Алванк в Сюникской области Армении) в семье батрака. Азербайджанец. Член КПСС с 1940 года.
Окончил Тбилисский институт инженеров железнодорожного транспорта и Академию железнодорожного транспорта. Доцент. Заслуженный инженер Азербайджанской ССР.
Трудовую деятельность начал на Азербайджанской железной дороге. По специальности был инженером грузового движения. Впоследствии он работал на руководящих должностях.
С 1939-го года — начальник Гянджинского отделения железной дороги, в 1952-1953-х годах — начальник Азербайджанской железной дороги, в 1953-1955 годах работал на должности заместителя начальника Закавказской железной дороги. В 1963-1967-х годах — начальник Бакинского отделения Закавказской железной дороги, в 1967-1979-х годах был начальником Азербайджанской железной дороги.
При Багирове были реконструированы депо Баку и Баладжары.
А. Багиров избирался депутатом Совета Национальностей Верховного Совета СССР 7-9 созывов (1966—1979). В Верховный Совет 9 созыва избран от Джульфинского избирательного округа № 617 Нахичеванской АССР, член Комиссии по транспорту и связи Совета Национальностей. Избирался делегатом XXII съезда КПСС и членом ЦК КП Азербайджана.
Умер в 1980 году.